# Hengersberg
Hengersberg est une commune de Bavière (Allemagne), située dans l'arrondissement de Deggendorf, dans le district de Basse-Bavière.

## Quartiers
Hengersberg, Altenufer, Anzenberg, Boxbach, Buch, Edermanning, Emming, Erkerding, Erlachhof, Eusching, Frohnhofen, Furth, Grubmühle, Heiming, Hinterweinberg, Holzberg, Holzerreuth, Hörgolding, Hörpling, Hub, Hubmühle, Hütting, Kading, Killersberg, Klausberg, Lapferding, Leebbergheim, Lichtenöd, Lohof, Manzing, Matzing, Mimming, Mutzenwinkl, Neulust, Nußberg, Oberanzenberg, Oberellenbach, Oberreith, Obersimbach, Pfaffing, Ponau, Rading, Reichersdorf, Reisach, Schlott, Schwanenkirchen, Schwarzach, Sicking, Siederding, Siedersberg, Thannberg, Trainding, Unterellenbach, Unterfrohnstetten, Unterreith, Untersimbach, Viehdorf, Vorderweinberg, Walmering, Waltersdorf, Weickering, Wessenhof, Würzing, Zilling.

## Personnalités
- Josef Planke (1877-1945), forestier opposant au nazisme, est mort à Hengersberg.